# Lista de filmes portugueses de 1958
Lista de filmes portugueses de longa-metragem lançados comercialmente em Portugal em 1958, nas salas de cinema.
Notas: Na secção coprodução, passando o cursor sobre a bandeira aparecerá o nome do país correspondente.
| # | Filme                   | Realização      | Género         | Estreia         | Coprodução |
| - | ----------------------- | --------------- | -------------- | --------------- | ---------- |
| 1 | O Homem do Dia          | Henrique Campos | Drama, musical | 21 de fevereiro | —          |
| 2 | El padre Pitillo        | Juan de Orduña  | Comédia        | 15 de agosto    | Espanha    |
| 3 | Sangue Toureiro         | Augusto Fraga   | Drama          | 7 de março      | —          |
| 4 | O Tarzan do 5º Esquerdo | Augusto Fraga   | Comédia        | 15 de agosto    | —          |